# Wour
Wour  è un comune del Ciad situato nel dipartimento di Wour, provincia di Tibesti.